# 杉谷昭
杉谷 昭（すぎたに あきら、1928年5月15日 - 2016年5月24日）は、日本史学者。
島根県簸川郡今市町（現・出雲市）生まれ。1953年九州大学文学部史学科卒。1968年「明治前期地方制度史研究」で國學院大學文学博士。佐賀大学助教授、教授、1993年定年退官、名誉教授、久留米大学教授。佐賀城本丸歴史館初代館長。

## 著書
- 『江藤新平』吉川弘文館 人物叢書 1962
- 『佐賀県の百年』山川出版社 県民100年史 1986
- 『鍋島閑叟 蘭癖・佐賀藩主の幕末』中公新書 1992
- 『鍋島直正 1814-1871』佐賀県立佐賀城本丸歴史館 佐賀偉人伝 2010

### 共著
- 『佐賀県の歴史』城島正祥共著 山川出版社 県史シリーズ 1972
- 『佐賀県の歴史』佐田茂,宮島敬一,神山恒雄共著 山川出版社 県史 1998